# Ambient techno
Ambient techno (Intelligent Techno) – styl muzyczny wywodzący się z ambient house. Powstał w latach 80. XX wieku w Wielkiej Brytanii.
Jest to połączenie ambientowych przestrzeni z rytmiką techno (niekoniecznie w metrum 4/4) lub Ambient-House, tylko bardziej minimalistyczny i nie tak bardzo melodyjny. Klasyczny przykład ambient-techno to albumy Selected Ambient Works 85-92 Aphex Twina. 
Najważniejsi twórcy gatunku (związani głównie z wytwórnią Warp Records): Aphex Twin, Biosphere, B12, Boards of Canada, Future Sound Of London, Richie Hawtin.